# نوا پترسون
نوا پترسون (انگلیسی: Neva Patterson; ۱۰ فوریهٔ ۱۹۲۰ – ۱۴ دسامبر ۲۰۱۰) یک هنرپیشه اهل ایالات متحده آمریکا بود.
از فیلم‌ها یا برنامه‌های تلویزیونی که وی در آن نقش داشته‌است می‌توان به عشقبازی به یادماندنی، میز، همه من و تاکسی اشاره کرد.